# Budweiser

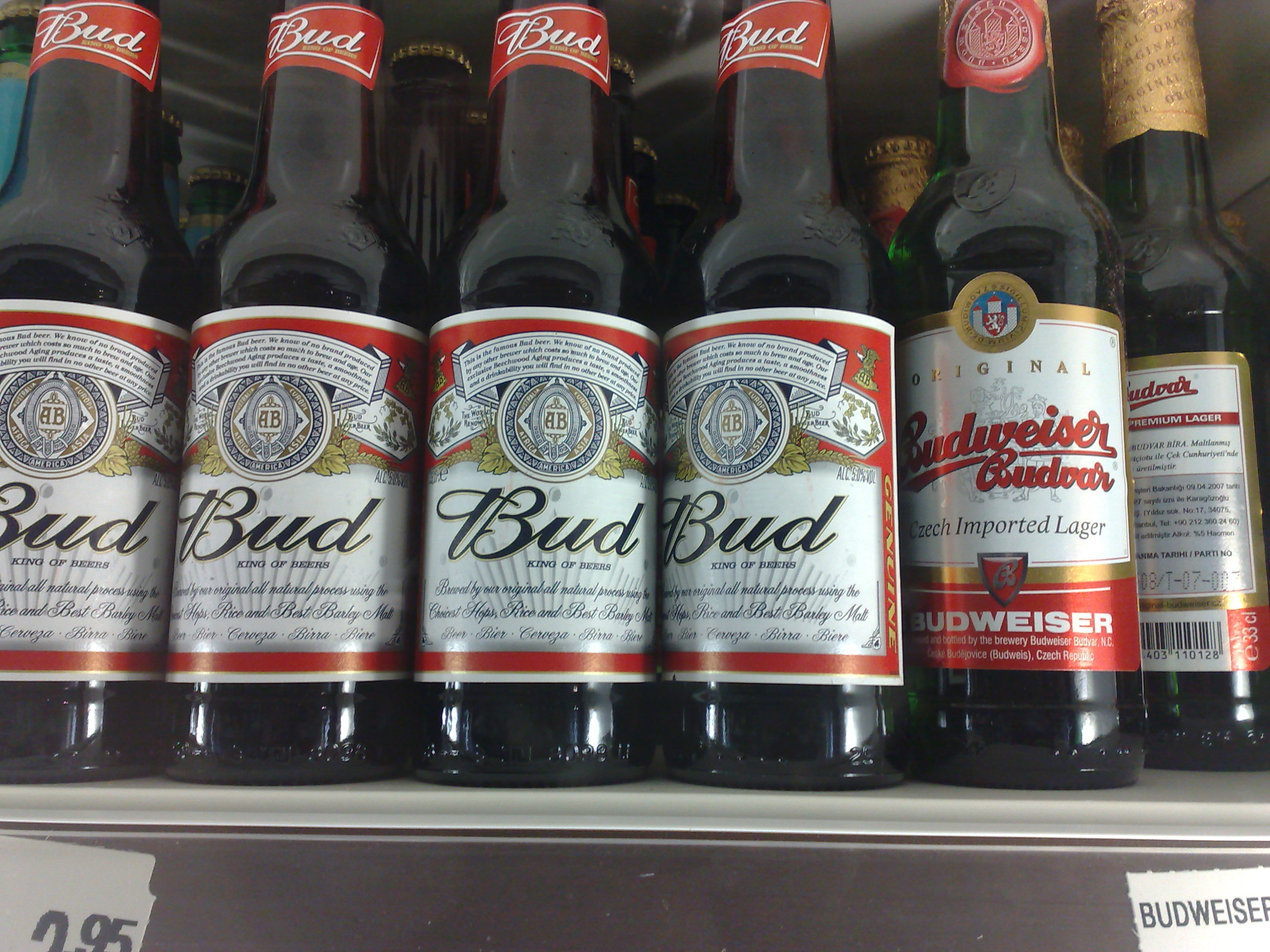
Американское пиво Bud и чешское пиво Budweiser Budvar на одной полке турецкого магазина

Budweiser — наименование пива, право на использование которого уже более полувека является предметом спора между чешской государственной пивоваренной компанией Budějovický Budvar, основанной в 1895 году в городе Ческе-Будеёвице, и американским пивоваренным концерном Anheuser-Busch, выпускающим пиво под таким названием начиная с 1876 года, также владеющим чешским пивоваренным заводом Samson из Ческе-Будеёвице. Anheuser-Busch обычно использует бренд Bud для своего пива, когда Budweiser недоступен. Кроме того, пиво, производившееся в районе города Ческе-Будеёвице, маркировалось словом «Budweiser» как минимум с 1531 года.

## Спор за торговую марку
Многочисленные судебные разбирательства вокруг прав на использование слова Budweiser в названии пива длятся уже не одно десятилетие. Основные спорщики — американская компания «Anheuser-Busch», на стороне которой время (они производят пиво под названием Budweiser с 1876 года, а их основной противник — только с 1895 года), и чешская государственная компания «Budějovický Budvar», на стороне которой география и история (название пива образовано от немецкого наименования города Ческе-Будеёвице — Budweis и маркировалось таким образом местными пивоварами начиная по крайней мере с 1531 года). В 2014 Anheuser-Busch приобрела чешскую пивоварню «Samson», также претендующую на право выпускать пиво с таким названием, так как сама по себе значительно старше государственной компании и также географически находится в том же городе.
Судебные разбирательства в разных странах имели разные результаты и, в целом, до сих пор не прекращаются. Чтобы как-то разрешить спор, «Anheuser-Busch» начала выпуск пива под укороченным названием «Bud», но это не решило проблему, так как «Budějovický Budvar» стала оспаривать право и на это название, начав выпуск пива под той же маркой.
В 2002 году, после 62 лет судебных разбирательств с «Anheuser-Busch», «Budějovický Budvar» начала продавать в США и Канаде своё пиво Budweiser Budwar под названием «Czechvar».

## Сорта пива

### Budějovický Budvar
- Budweiser Budvar Original
- Budweiser Budvar Classic
- Budweiser Budvar Dark
- Budweiser Budvar Free
- Bud Strong
- Budvar 33
- Budvar Kroužek
- Budvar Cvikl
- Společné z Budvaru

### Anheuser-Busch
- Bud
- Budweiser Select
- Budweiser Select 55
- Bud Ice
- Budweiser Brew Masters' Private Reserve
- Bud Dry
- Bud Silver
- Bud Extra
- Budweiser/Bud Light Chelada
- Budweiser American Ale
- Budweiser NA
- Bud Light Lime
- Bud Light Golden Wheat
- Budweiser 66

### Samson
- Samson Budweiser Bier